# Palaemonoidea
Super-famille
Les Palaemonoidea sont une super-famille de crustacés décapodes.
La superfamille des Palaemonoidea a été créée par Constantine Samuel Rafinesque (1783-1840) en 1815.

## Liste des familles
Selon World Register of Marine Species (9 juillet 2014) :
- famille des Anchistioididae Borradaile, 1915b
- famille des Desmocarididae Borradaile, 1915b
- famille des Euryrhynchidae Holthuis, 1950a
- famille des Gnathophyllidae Dana, 1852a
- famille des Hymenoceridae Ortmann, 1890 (Monospécifique)
- famille des Palaemonidae Rafinesque, 1815
- famille des Typhlocarididae Annandale & Kemp, 1913

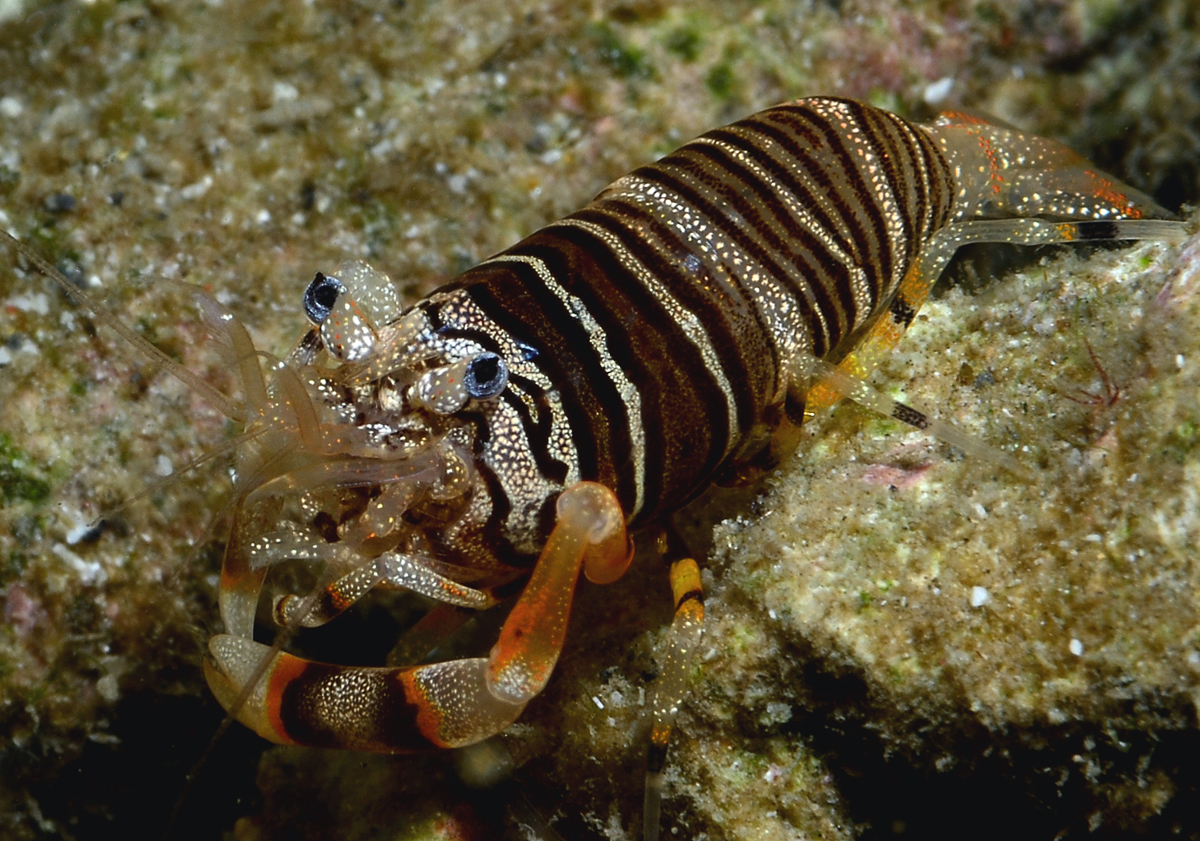
Gnathophyllum americanum, une Palaemonidae
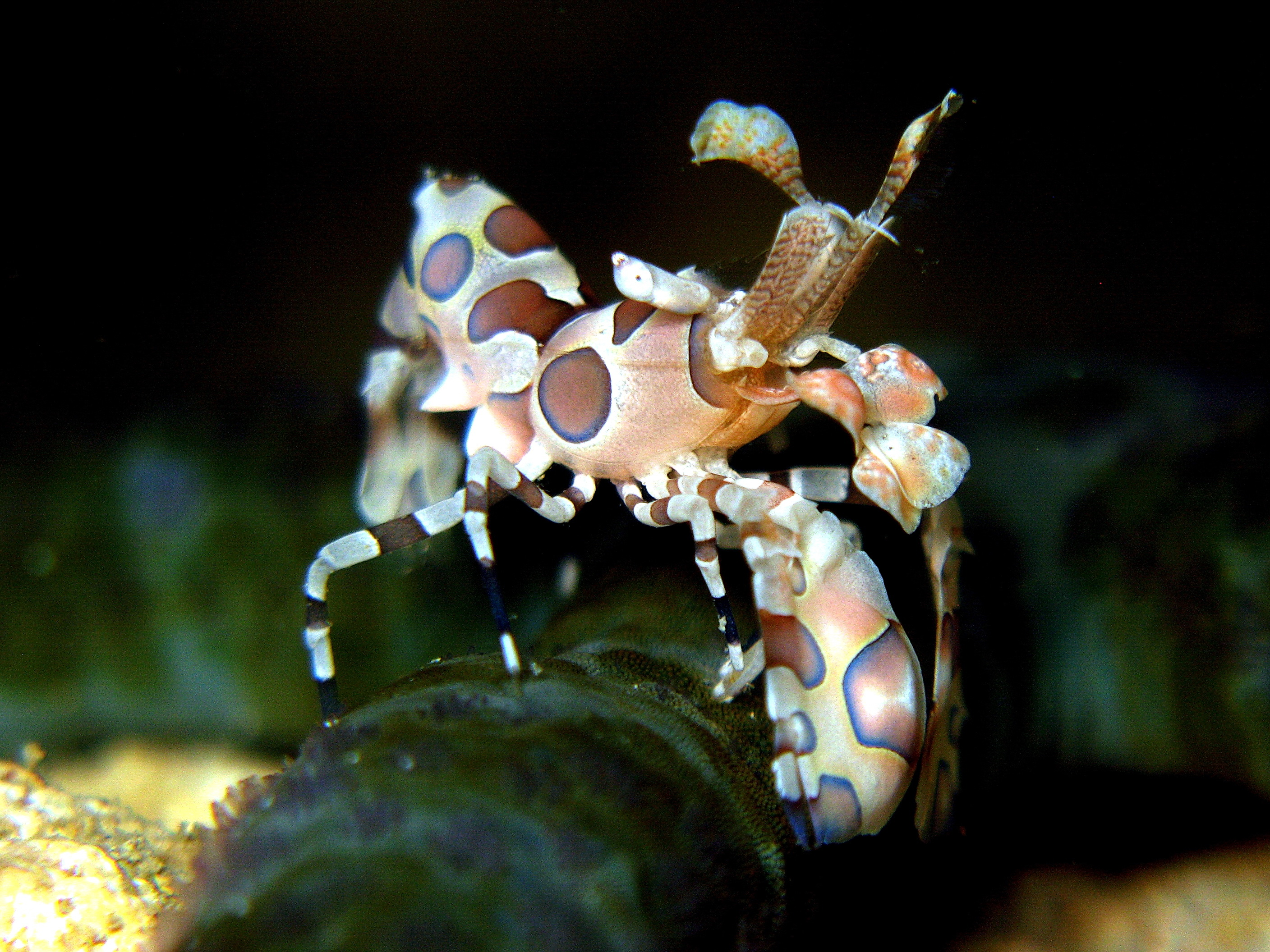
Hymenocera picta, seule espèce de la famille des Hymenoceridae
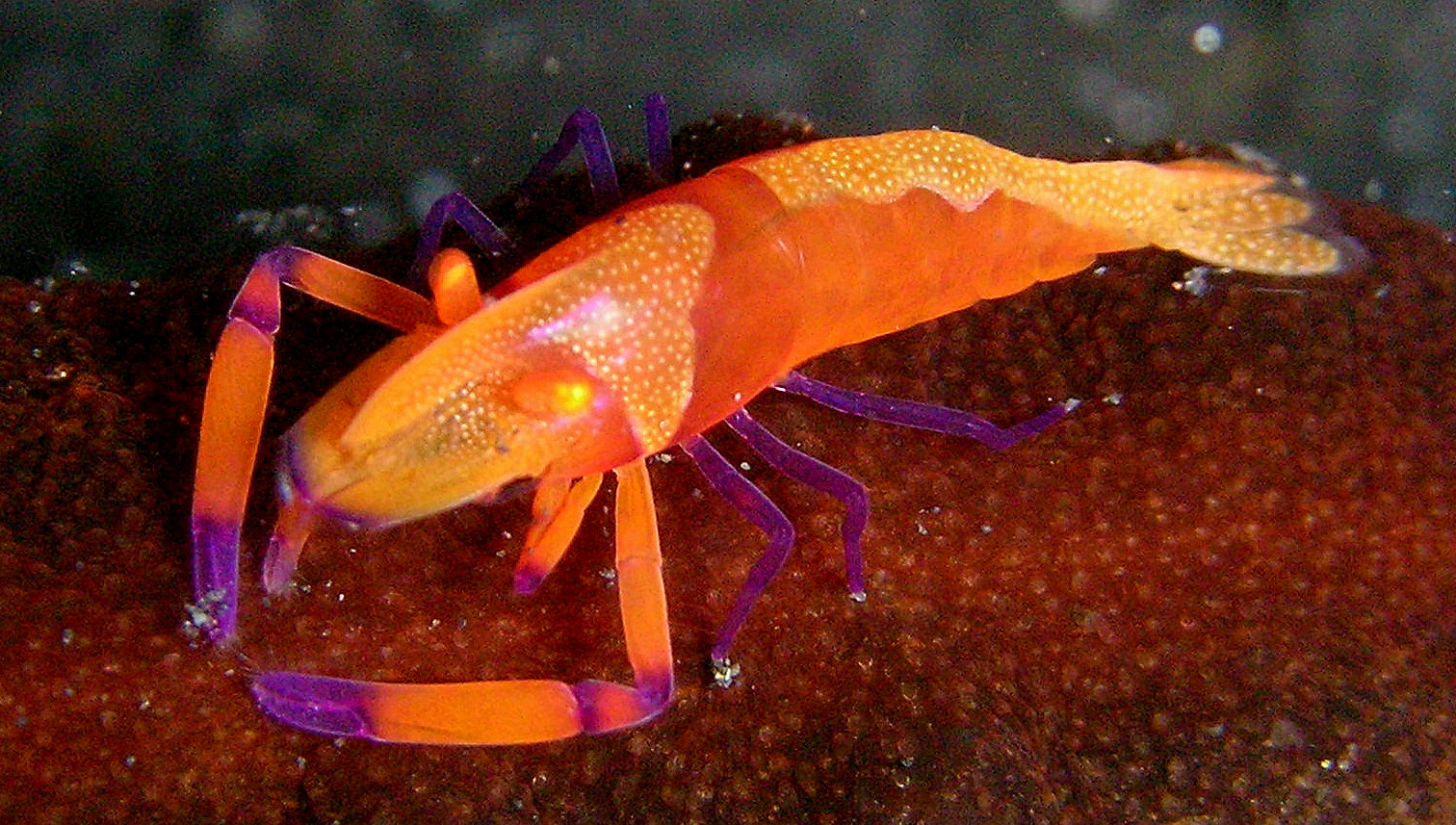
Periclimenes imperator, une Palaemonidae
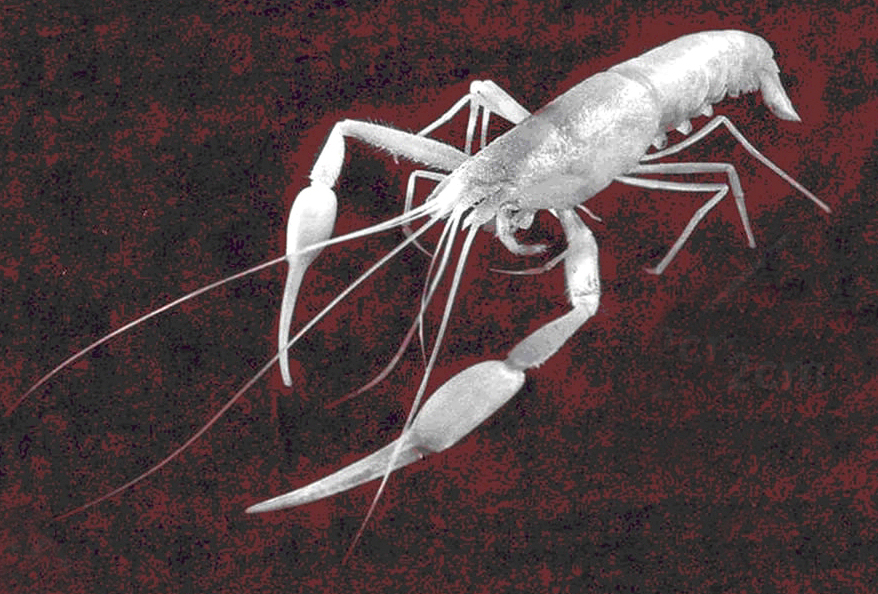
Typhlocaris ayyaloni, une Typhlocarididae
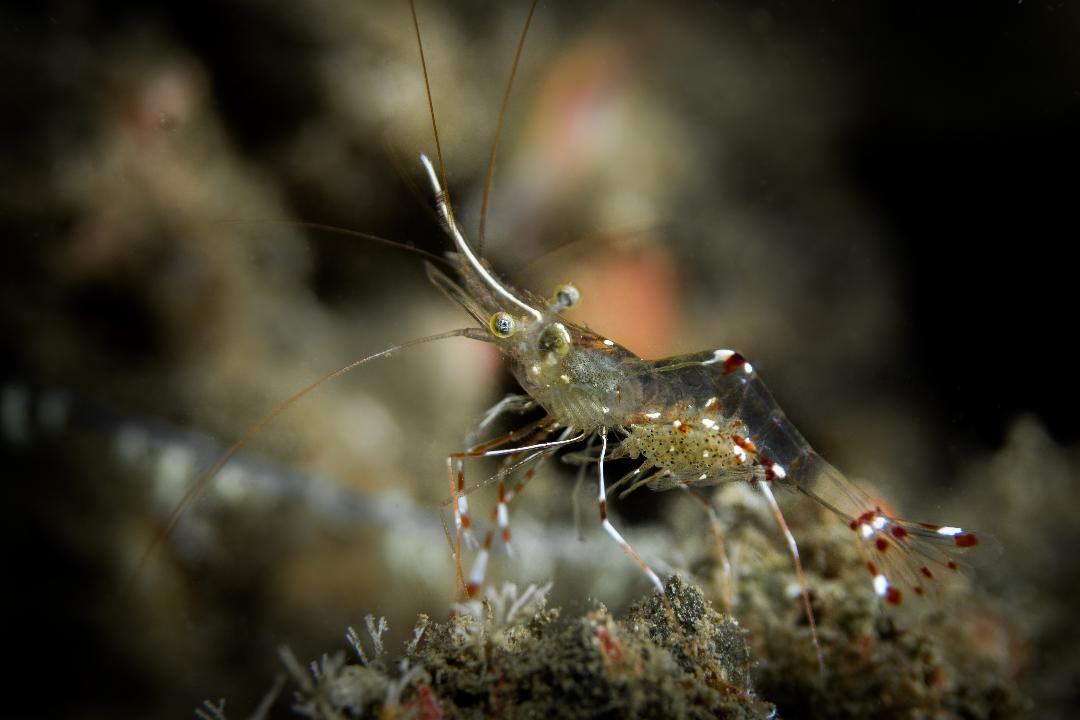
Urocaridella renatekhalafae, une Palaemonidae